# 牵秀
牽秀（—306年），字成叔，西晉武邑觀津人。牽秀是牽招之孫。太康年間，擔任新安令，逐步升遷至司空從事中郎。後來牽秀與王愷產生矛盾，王愷示意司隸荀愷彈劾牽秀，結果牽秀遭到免官。後來牽秀又擔任司空張華的長史。
張昌之亂時，長沙王司馬乂派遣牽秀討伐張昌，結果牽秀卻投奔成都王司馬穎。司馬穎討伐司馬乂時，任命牽秀為冠軍將軍，與陸機、王粹等共同參與河橋之役。結果陸機戰敗，司馬穎下令牽秀將陸機處決。後來晉惠帝又被司马颙挾持至長安，並任命牽秀為尚書。
後來司馬越的軍隊以迎接晉惠帝回洛陽為名討伐司马颙，司马颙任命牽秀為平北將軍，鎮守馮翊。後來牽秀被司馬越將領麋晃斬殺。
牽秀有不少文學作品，後人輯錄其作品，定名為《牽秀集》，共5卷。

## 延伸阅读
[在维基数据编辑]
 《晉書·卷060》，出自房玄齡《晉書》